# Wolfgang Arndt
Wolfgang Arndt (nacido el 8 de julio de 1953) es practicante de la medicina alternativa, y un artista visual especializado en fotografía. Es una figura en el movimiento de la meditación, su canal de YouTube llamado "Herramientas para la Ascensión por Wolfgang" («Tools for ascension by Wolfgang », en inglés) tiene más de 1.5 millones de visitas.

## Vida personal
Creció en una familia de clase medio alta en Alemania, durante la post-Segunda Guerra Mundial. Su madre trató de suicidarse varias veces, y recibió terapia con electroshocks. Él manifestó depresión de joven. Le gustaba leer a Jean-Paul Sartre, padre del existencialismo. Después, tuvo un despertar espiritual a través del amor.

## Estudios
Estudió artes en la Academia de Bellas Artes de Düsseldorf, y filosofía en la Universidad de Münster, Alemania. Uno de sus maestros fue Tim Ulrichs. 

## Exposición Internacional
- 1978. Exposición individual en la Galería Central de Colombo, en Sri Lanka.

## Director Creativo
Entre 1996 y el 2011, trabajo como director creativo, editor, fotógrafo, con diversas compañías en Arizona, Estados Unidos, entre ellas Palace TV, KVOA, Canal 4, etc.  

## Maestro Espiritual, Consejero en Medicina Alternativa
Después de su despertar espiritual en la adolescencia, experimentó con psicodélicos. Cuando tenía 27 años, viajó a la India para tomar con mayor seriedad su búsqueda espiritual. Fue iniciado por Swami Muktananda. 
Es un partidario de los cantos con mantras y de la meditación. Actualmente ha creado y publicado cientos de meditaciones guiadas, varias de estas se enfocan en sanar el trauma, ya sea de la vida presente o pasada, o heredado por los ancestros. Ra'al Ki Victorieux afirma que Wolfgang también atiende traumas psicológicos, como lo son los de infancia, abuso sexual, maltrato físico y psicológico, o interpersonales.
Wolfgang ha sido un sanador alternativo por cuarenta años. Relata que quienes sanan con energía se especializan en recibir la fuerza universal a través de los chakras, y dirigirla donde esta se necesita. También conduce regresiones a vidas pasadas. Su trabajo auxilia a pacientes con trauma o con interferencias negativas externas.